# Cuscuta tianschanica
Cuscuta tianschanica är en vindeväxtart som beskrevs av Ivan Vladimirovitj Palibin. Cuscuta tianschanica ingår i släktet snärjor, och familjen vindeväxter. Inga underarter finns listade i Catalogue of Life.